# Middle River (Minnesota)
Middle River ist eine Kleinstadt (mit dem Status „City“) im Marshall County im US-amerikanischen Bundesstaat Minnesota. Das U.S. Census Bureau hat bei der Volkszählung 2020 eine Einwohnerzahl von 304 ermittelt.

## Geografie
Middle River liegt im mittleren Nordwesten Minnesotas am Middle River, einem Nebenfluss des in den Red River of the North mündenden Snake River. Die geografischen Koordinaten sind 48°26′03″ nördlicher Breite und 96°09′51″ westlicher Länge. Der Ort erstreckt sich über eine Fläche von 1,24 km².
Benachbarte Orte von Middle River sind Strathcona (13,4 km nördlich), Holt (16,4 km südlich), Newfolden (19,8 km südwestlich) und Strandquist (24,7 km westnordwestlich).
Die nächstgelegenen größeren Städte sind Fargo in North Dakota (218 km südsüdwestlich), Winnipeg in der kanadischen Provinz Manitoba (204 km nordnordöstlich), Duluth am Oberen See (428 km südsüdöstlich) und Minneapolis (509 km südsüdöstlich).
Die Grenze zu Kanada befindet sich 74,6 km nördlich.

## Verkehr
Die Minnesota State Route 32 verläuft in Nord-Süd-Richtung als Hauptstraße durch den Ort. Alle weiteren Straßen sind untergeordnete Landstraßen, teils unbefestigte Fahrwege sowie innerörtliche Verbindungsstraßen.
Parallel zur MN 32 verläuft eine Eisenbahnstrecke der Minnesota Northern Railroad, einer Class III-Eisenbahngesellschaft.
Mit dem Thief River Falls Regional Airport befindet sich 42,1 km südlich von Middle River ein Regionalflughafen. Die nächsten Großflughäfen sind der Winnipeg James Armstrong Richardson International Airport (211 km nordnordwestlich), der Hector International Airport in Fargo (214 km südsüdwestlich) und der Minneapolis-Saint Paul International Airport (532 km südöstlich).

## Demografische Daten
Nach der Volkszählung im Jahr 2010 lebten in Middle River 303 Menschen in 148 Haushalten. Die Bevölkerungsdichte betrug 244,4 Einwohner pro Quadratkilometer. In den 148 Haushalten lebten statistisch je 2,05 Personen.
Ethnisch betrachtet setzte sich die Bevölkerung zusammen aus 96,7 Prozent Weißen, 1,0 Prozent Afroamerikanern, 1,3 Prozent amerikanischen Ureinwohnern sowie 0,3 Prozent (eine Person) Asiaten; 0,7 Prozent stammten von zwei oder mehr Ethnien ab. Unabhängig von der ethnischen Zugehörigkeit waren 1,0 Prozent der Bevölkerung spanischer oder lateinamerikanischer Abstammung.
21,5 Prozent der Bevölkerung waren unter 18 Jahre alt, 58,0 Prozent waren zwischen 18 und 64 und 20,5 Prozent waren 65 Jahre oder älter. 52,1 Prozent der Bevölkerung war weiblich.

Das mittlere jährliche Einkommen eines Haushalts lag bei 35.682 USD. Das Pro-Kopf-Einkommen betrug 27.793 USD. 9,9 Prozent der Einwohner lebten unterhalb der Armutsgrenze.